# Аркуата-дель-Тронто
Аркуата-дель-Тронто (итал. Arquata del Tronto) — коммуна в Италии, располагается в регионе Марке, в провинции Асколи-Пичено.
Население составляет 1361 человек (2008 г.), плотность населения составляет 15 чел./км². Занимает площадь 93 км². Почтовый индекс — 63043. Телефонный код — 0736.
Покровителями коммуны почитается Христос-Спаситель, празднование в первое воскресение сентября, и San Pietro.

## Демография
Динамика населения:

## Администрация коммуны
- Официальный сайт: https://web.archive.org/web/20091124013810/http://www.provincia.ap.it/Arquata_del_Tronto/